# El Sauce, Coscomatepec
El Sauce är en ort i Mexiko.   Den ligger i kommunen Coscomatepec och delstaten Veracruz, i den sydöstra delen av landet, 210 km öster om huvudstaden Mexico City. El Sauce ligger 2 449 meter över havet och antalet invånare är 233.
Terrängen runt El Sauce är kuperad åt nordost, men åt sydväst är den bergig. Terrängen runt El Sauce sluttar österut. Runt El Sauce är det ganska tätbefolkat, med 90 invånare per kvadratkilometer. Närmaste större samhälle är Heroica Coscomatepec de Bravo, 12,9 km öster om El Sauce. I omgivningarna runt El Sauce växer i huvudsak blandskog.